# High-k діелектрик
High-k діелектрик — термін, що окреслює групу діелектриків у яких діелектрична проникність {\displaystyle \kappa } більша, ніж у діоксиду кремнію.
Також, під High-k  розуміють технологію виробництва МОП напівпровідникових транзисторів з підзатворним діелектриком, що виконаний з High-k діелектрика.
Назва High-k є комбінацією слова англ. high (високий) та грецької літери {\displaystyle \kappa } (грец. Κάππα), якою позначають діелектричну проникність.

## Обґрунтування використання

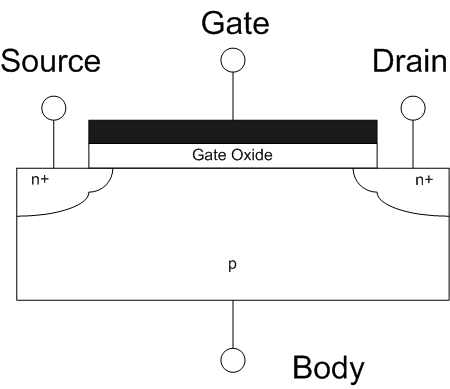
Поперечний переріз N-канального MOSFET, що показує структуру затвор-діелектрик-канал

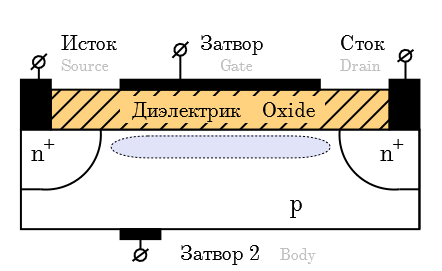
Структурна схема польового транзистора

Діоксид кремнію, що використовується у МОП транзисторах як матеріал підзатворного діелектрика, має ряд переваг:
- вирощується на поверхні кристалу шляхом високотемпературного окислення, що дозволяє точно контролювати його товщину і односторонність;
- має гарну адгезію з кремнієвою підкладкою;
- має низьку концентрацію дефектів;
- володіє хорошими ізолювальними властивостями;
- має високу хімічну та термічну стабільність.

### Перший погляд
При масштабуванні транзисторів у бік зменшення накопичуються певні принципові труднощі. Товщина діелектрика затвора постійно зменшується, щоб збільшити ємність затвора і тим самим ефективніше контролювати струм у каналі, підвищуючи продуктивність пристрою. За товщини меншої, ніж 2 нм, струм витоку завдяки ефекту тунелювання різко зростає, що, в свою чергу, призводить до високого енергоспоживання та зниження надійності пристрою. Заміна діелектрика затвора з діоксиду кремнію на High-k діелектрик  дозволяє збільшити ємність затвора без супутніх ефектів витоку.
Ємність затвора транзистора, що має ідеальну плоску паралельну форму:
{\displaystyle C={\frac {\kappa \varepsilon _{0}S}{d}}}
{\displaystyle \kappa } — діелектрична константа матеріалу (іноді означають як ε);
{\displaystyle \varepsilon _{0}} — електрична стала;
{\displaystyle S} — площа затвора;
{\displaystyle d} — товщина діелектрика.
Оскільки зростання струму витоку обмежує подальше зменшення {\displaystyle d}, альтернативним методом підвищення ємності затвора є заміна діоксиду кремнію на матеріал з високою {\displaystyle \kappa }. Тоді можна використовуватися більш товстий шар оксиду, який зменшить струм витоку, що протікає через конструкцію, а також підвищить діелектричну надійність затвора.
Другою проблемою, яка виникає при зменшенні товщини підзатворного діелектрика, є зменшення надійності приладу. Рух носіїв заряду в транзисторі призводить до виникнення дефектів у діелектрику. Зменшення товщини діелектрика зменшує критичний рівень кількості дефектів, при досягненні якого відбувається відмова приладу. Виготовлення підзатворного діелектрика з High-k матеріалу дозволяє збільшити його товщину, одночасно збільшуючи ємність затвора, що забезпечує зниження струму витоку на декількох порядків порівняно з діоксидом кремнію.

### Вплив ємності затвора на струм стоку
Струм насичення транзистора дорівнює:
{\displaystyle I_{D}={\frac {W}{L}}\mu \,C_{inv}{\frac {(V_{G}-V_{\mbox{пор}})^{2}}{2}}}
{\displaystyle I_{D}} — струм у каналі;
{\displaystyle W} — ширина каналу;
{\displaystyle L} — довжина каналу;
{\displaystyle \mu } — рухливість носіїв;
{\displaystyle C_{inv}} — ємність затвора коли канал у інверсійному стані;
{\displaystyle {\ce {V_{G}}}} — напруга на затворі транзистора;
{\displaystyle V_{\mbox{пор}}} —  напруга формування інверсійного шару (порогова напруга).
Значення виразу {\displaystyle V_{G}-V} обмежене в діапазоні, оскільки надто велика напруга {\displaystyle {\ce {V_{G}}}} створила б небажано сильне електричне поле у оксиді, а {\displaystyle V_{\mbox{пор}}}  у свою чергу не може бути меншим за 200 мВ через неприйнятне посилення струму витоку (втрат) та небажане підвищення споживання у режимі очікування.  Таким чином, згідно з цим спрощеним переліком факторів, збільшення {\displaystyle I_{D}} вимагає зменшення довжини каналу або збільшення діелектричної ємності затвора.

## High-k матеріали
Заміна діоксиду кремнію, як основного діелектрика затворів, іншим матеріалом додає складності у виробничий процес. Діоксид кремнію може утворюватися окислюючи кремній підкладки, забезпечуючи рівномірний, однорідний оксид і високу якість поверхні. Зусилля з розробників були зосереджені на пошуку матеріалу з необхідною високою діелектричною сталою, який може бути легко інтегрований у виробничий процес. Інші ключові вимоги до матеріалу: подібність до оксиду кремнію за морфологією плівки, термостабільністю, підтримкою високої рухливості носіїв заряду в каналі та мінімізацію електричних дефектів плівки.
Матеріалами, що є перспективними у використанні - це силікат гафнію, силікат цирконію, діоксид гафнію та діоксид цирконію, як правило, плівки отримані за допомогою атомно-шарового осадження.
Очікується, що дефекти у High-k діелектриках можуть впливати на його електричні властивості. Дефекти можуть бути виміряні, наприклад, за допомогою термостимульованого струму нульового зміщення, градієнта нульової температури, термостимульованої струмової спектроскопії  або нееластичної електронної тунельної спектроскопії (IETS).

## Використання в промисловості
Промисловість використовує підзатворні діелектрики з оксинітридів з 1990-х років, в яких діелектрик оксиду кремнію зазвичай утворюється в присутності невеликої кількості азоту. Вміст нітридів підвищує діелектричну константу і, як вважається, пропонує ряд переваг, таких як зменшення дифузії допанту через діелектрик затвора.
У 2000 році Micron Technology ініціював розробку атомно-шарового осадження High-k плівок для мікросхем DRAM пам'яті. Це дозволило розробити рентабельне виробництво напівпровідникової пам'яті, починаючи з 90-нм DRAM.  
На початку 2007 року Intel оголосила про розгортання виробництва високоефективних діелектриків на основі гафнію в поєднанні з металевим затвором, побудованих за 45 нм технологіями. В 2007 році у процесорі серії під кодовою назвою Penryn їх було застосовано.   У той же час IBM оголосила про перехід на високоякісні матеріали на основі гафнію для деяких продуктів у 2008 році. Хоча точних даних немає, але найбільш вірогідним діелектриком, що використовується в їхніх продуктах, є певна форма азотованих силікатів гафнію ({\displaystyle {\ce {HfSiON}}}). {\displaystyle {\ce {HfO2}}} і {\displaystyle {\ce {HfSiO}}} здатні кристалізуватися під час активації допантами. NEC Electronics також оголосила про використання діелектрика {\displaystyle {\ce {HfSiON}}} у своїх 55 нм технологіях UltimateLowPower .  Однак, навіть {\displaystyle {\ce {HfSiON}}} є чутливий до ефектів, що породжують струм витоку та мають тенденцію до деградації протягом роботи пристрою. Цей ефект витоку струму стає більш помітним зі збільшення концентрації гафнію. Немає гарантії, що гафній буде служити основою для майбутніх діелектриків з високою діелектричною проникністю. Дорожня карта ITRS 2006 року передбачала, що впровадження високоякісних матеріалів стане звичним явищем у галузі до 2010 року.

## Дивись також
- Кремній на ізоляторі
- Двовимірний електронний газ